# فياتشيسلاف كامنسكي
فياتشيسلاف كامنسكي (بالروسية: Вячеслав Сергеевич Каминский)‏ هو لاعب كرة قدم بيلاروسي، ولد في 5 يوليو 1988 في باريساو في روسيا البيضاء. لعب مع نادي سلافيا-موزير ونادي نافتان نوفوبولوتسك.

## وصلات خارجية
- فياتشيسلاف كامنسكي على موقع قاعدة بيانات كرة القدم.إي يو (الإنجليزية)
- فياتشيسلاف كامنسكي على موقع Soccerway.com (الإنجليزية)